# Селиванов, Андрей Анатольевич
Андре́й Анато́льевич Селива́нов — российский кинорежиссёр и сценарист.

## Биография
Родился 25 февраля 1966 года. Окончил Иркутское театральное училище (1987), по специальности актёр; Российскую академию театрального искусства ГИТИС (1996), режиссёр драмы. Ставил спектакли в Лондоне и Сеуле. Преподавал в Южной Корее. В качестве режиссёра сотрудничал с ведущими российскими телеканалами: «Первым», телеканалом «Россия», НТВ и Ren-TV.

## Документальное кино
- «Другие миры Донатоса Баниониса», Первый канал
- «Бегство в страну фараонов (Маленький Иисус)», Первый канал
- «Смерть фигуристки Киры Ивановой», Россия
- «Олег Меньшиков. Между Востоком и Западом», Первый канал
- «Живое слово Отца Александра Меня», Россия (Фора-фильм)
- «Путь Воина» «Путь на Восток», Рен-ТВ
- «Правда о „Курске“», 2007, по книге В.Устинова, Россия (Президент-фильм)
- «Анри и Анита», 2003
- «Кто Вы, Матиас Руст? или Хроника утиной охоты», 2001
- «Кто ты, мама?», 2000
- «Детективная история. Дневник беглеца».

## Игровое кино

### Режиссёр
1. 2006 — Эксперты
2. 2008 — Кровные узы
3. 2008 — Как же быть сердцу
4. 2008 — Превратности судьбы
5. 2008 — Королева льда
6. 2009 — По следу Феникса
7. 2009 — Дочки-матери
8. 2010 — Как же быть сердцу. Продолжение
9. 2010 — Цветы от Лизы
10. 2010 — Белое платье
11. 2011 — Бабушка на сносях
12. 2012 — Склифосовский
13. 2013 — Берега любви
14. 2013 — Вероника. Беглянка
15. 2014 — Куда уходит любовь
16. 2014 — Сюрприз для любимого
17. 2014 — Год в Тоскане
18. 2015 — Моя мама против
19. 2015 — Во имя любви
20. 2016 — Скалолазка
21. 2016 — Возраст любви
22. 2016 — Джинн
23. 2016 — Подмена
24. 2017 — Третья жизнь Дарьи Кирилловны
25. 2017 — Брачные игры
26. 2017 — Заклятые подруги
27. 2017 — Перекрёсток
28. 2017 — Переверни страницу
29. 2018 — Сила обстоятельств
30. 2018 — Училка
31. 2018 — Кривое зеркало

### Сценарист
1. 2006 — Эксперты

### Актёр
1. 2012 — Бедные родственники — Сергей Сергеевич Костин, писатель.
2. 2014 — Московская борзая — Роман Владимирович, театральный режиссёр